# Pedicularis szetschuanica
Pedicularis szetschuanica är en snyltrotsväxtart. Pedicularis szetschuanica ingår i släktet spiror, och familjen snyltrotsväxter.

## Underarter
Arten delas in i följande underarter:
- P. s. anastomosans
- P. s. angustifolia
- P. s. latifolia
- P. s. szetschuanica